# 東武鉄道杉戸工場
杉戸工場（すぎとこうじょう）とは、埼玉県南埼玉郡宮代町にあった東武鉄道の車両工場。東武動物公園駅に隣接していた。
2004年3月31日、西新井工場とともに、南栗橋車両管理区（当時）南栗橋工場に統合され、閉鎖された。廃止後も工場建屋などは残存していたが、東武動物公園駅西口再開発に伴い2011年12月より順次解体撤去され、跡地は同駅西口広場となっている。

## 主な業務
当初は西新井工場が主に電車、当工場が主に機関車と貨車の修繕を行っていたが、貨物輸送の廃止に伴い双方で電車の修繕を行うようになった。ただし、敷地面積の関係で6両編成以上の車両検査はできないため、短編成の車両検査を主に担当していた。
構内には杉戸機関区および杉戸検車区が併設され、本線の電気機関車および貨車は当区所属であった（貨車は1987年まで）。また1987年頃までは、電車の解体も当所および北側の杉戸倉庫で行っていた（その後は北館林荷扱所で実施）。

## 沿革
- 1943年（昭和18年）12月1日 浅草検車区杉戸支区（第1工事区）を設置[1]。
- 1945年（昭和20年）7月1日 杉戸工場（第1工事区）と改称[1]。
- 1954年（昭和29年）貨車検修開始。
- 1955年（昭和30年）浅草工場鐘ヶ淵派出所（第4工事区）を杉戸工場に移転。鐘ヶ淵派出所（第4工事区）は杉戸工場（第2工事区）と改称。
- 1958年（昭和33年）1月1日　杉戸工場（工事区）別職場制を廃止[1]。
- 1959年（昭和34年）4月 電気機関車の一括修繕を開始。
- 1960年（昭和35年）貨車の修繕能力向上のため工場を拡張。
- 1965年（昭和40年）気動車（キハ2000形）の修繕を開始。
- 1970年（昭和45年）西新井工場から一部の電車の検修を移管し開始。
- 1983年（昭和58年）貨車修繕を館林検車区に移管。
- 1987年（昭和62年）杉戸機関区廃止、所属電気機関車は全て館林機関区へ移管。
- 2004年（平成16年）3月11日[2] - 8000系8525編成の2両編成が杉戸工場を最終出場[2]。同編成の前面には「さようなら杉戸工場1945-2004」記念のヘッドマークが取り付けられた[2]。
- 2004年（平成16年）3月31日 - 南栗橋車両管理区（当時）南栗橋工場に統合され、閉鎖[2]。

## 担当車両
- 東武の電気機関車・貨車全形式
- クエ7000形（7001・7002の両車担当）
- モハ1101
- モニ1473
- キハ2000形
- 3000系（主に3050・70系や西新井工場で検査していた3000系の2・4両固定を当工場に移管し担当）
- 5000系（主に5000・5050系を担当）
- 5700系
- 6050系（平成4年までに西新井工場より移管）
- 7300系
- 8000系（主に2・4両固定を担当、東上線所属車も一部含む）